# Konrad Heinrich Stünkel
Konrad Heinrich Stünkel (* 6. Januar 1763 in Stöcken, Amt Neustadt am Rübenberge; † 7. Oktober 1826 in Braunschweig) war ein braunschweigischer Oberbergrat.
Stünkel wurde 1778 Kadett bei der hannoverschen Artillerie. Hier wurde er in der hannoverschen Kadettenschule unterrichtet, bildete sich in Mathematik und Physik weiter und unterrichtete selbst in einigen angesehenen Häusern. Als Unteroffizier erhielt er den Auftrag, in Preußen das Verfahren für das Schmieden von Artilleriekugeln für das grobe Geschütz zu erlernen. Im Jahr 1789 wurde er als Gehilfe in einer Eisenhütte in Rothenhütte bei Elbingerode eingestellt und bereiste 1794 mehrere Berg- und Hüttenwerke in Sachsen, Schlesien und Österreich. Später erhielt er unter dem Titel eines Hüttenreiters eine Aufsichtsfunktion über die hannoverschen Eisenhütten im Harz. Stünkel schlug ein Angebot des Herzogs Karl Wilhelm Ferdinand aus, der ihm eine mit 1000 Talern dotierte Anstellung als Bergrat in Blankenburg angeboten hatte. Am 1. Februar 1814 nahm er ein noch vorteilhafteres Angebot an und wurde als Oberbergrat unter Staatsminister Gebhard von der Schulenburg-Wolfsburg in die herzogliche Kammer nach Braunschweig berufen.

## Werke
Viele seiner Schriften und Aufsätze verfasste er ohne die Angabe seines Namens, doch hatte er einen großen Anteil an der von seinem Bruder Johann Georg 1803 herausgegebenen Darstellung der Harzer Bergwerke und Eisenhütten.
- Johann Georg Stünkel: Beschreibung der Eisenbergwerke und Eisenhütten am Harz: zum Gebrauch für reisende und zur Durchsicht für nichtreisende Freunde des Berg- und Hüttenwesens. Heinrich Dieterich, Göttingen 1803, OCLC 838524831.
- Johann Georg Ludolf Blumhof: Ueber die rechte Construction der Wellfüsse oder Kämme zu einem gleichförmigen Gebläse, besonders bey Hochöfen und Frischheerden: nach Reinmann, Elvius etc. entworfen. Mit Zusätzen und eignen Beobachtungen begleitet von C[onrad] H[Heinrich] Stünkel, Königl. Grossbritt. und Churfürstl. Braunschw. Lüneb. Eisenhüttenreiter zu Clausthal. Crusius, Leipzig 1800, urn:nbn:de:gbv:3:1-461138.